# Рясово
Ря́сово (рос. Рясово) — присілок у складі Куртамиського округу Курганської області, Росія.
Населення — 6 осіб (2010, 49 у 2002).
Національний склад станом на 2002 рік:
- росіяни — 55 %
- казахи — 45 %